# Торионе (Мачерата)
Торионе је насеље у Италији у округу Мачерата, региону Марке.
Према процени из 2011. у насељу је живело 217 становника. Насеље се налази на надморској висини од 49 м.